# اروين وورم
اروين وورم (بالألمانية: Erwin Wurm)‏ (و. 1954 – م) هو مصور، ونَحّات من النمسا . ولد في Bruck an der Mur .

## أعمال بارزة
من أهم أعماله Misconceivable

## روابط خارجية
- اروين وورم على موقع مونزينجر (الألمانية)
- اروين وورم على موقع ديسكوغز (الإنجليزية)